# DA (Maschinengewehr)
Das DA (Degtjarjowa Awiazionny – Degtjarjow-Flugzeugmaschinengewehr) wurde von Wassili A. Degtjarjow in der Instrumentenfabrik Nr. 2 in Kowrow entwickelt und ab 1928 in die Bewaffnung der sowjetischen Luftstreitkräfte übernommen. Der Einbau konnte starr oder beweglich erfolgen. Die Zwillingsausführung wurde als DA-2 bezeichnet.

## Entwicklung

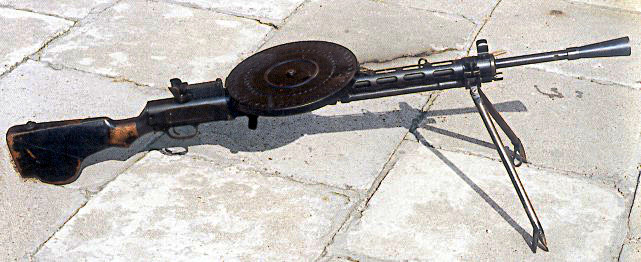
Das Ausgangsmuster DP

Als Ausgangsmodell diente das Infanterie-Maschinengewehr DP aus dem Jahre 1924. Wie dieses war das DA ein Gasdrucklader mit starr verriegeltem Verschluss im Kaliber 7,62 × 54 mm R. Degtjarjow berücksichtigte bereits beim DP die zukünftige Verwendung in Flugzeugen und passte das MG den neuen Anforderungen an. So bekam das DA einen Pistolengriff und eine neue, nach oben gekrümmte Schulterstütze, um möglichst wenig Platz zu beanspruchen. Die Patronenzufuhr erfolgte wieder durch ein aufgesetztes Tellermagazin, das in drei Lagen 63 Patronen fasste. Unter dem Auswurf befand sich ein Hülsensack, damit die Hülsen sich nicht hinter den Bowdenzügen des Leitwerks verklemmen konnten. Die Truppenerprobung begann Anfang 1927 und wurde im Folgejahr abgeschlossen.

## Verwendung
Bekannte Flugzeugtypen, die mit dem DA ausgerüstet wurden, waren die Polikarpow R-5 und Po-2 sowie die Tupolew-Bomberreihen TB-1, R-6 und TB-3. Im Einsatz bereitete das Tellermagazin öfters Probleme, da es zu Ladehemmungen neigte. Nach sowjetischen Quellen waren bis zum 30. März 1930 1200 DA gebaut worden, 1000 weitere befanden sich in der Produktion. Ab 1934 wurden die DA-Maschinengewehre nach und nach durch das SchKAS abgelöst, das eine höhere Feuergeschwindigkeit erreichte.